# Hassaniya

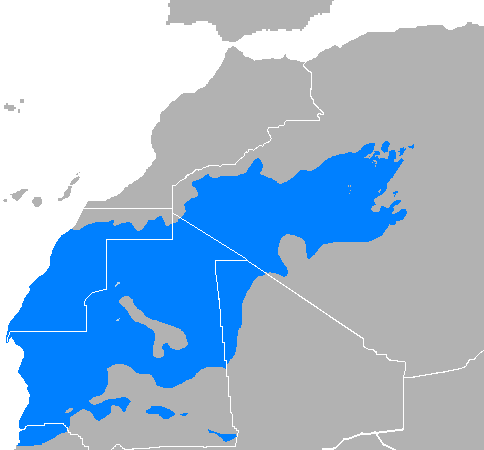
Verspreidingsgebied van het Hassaniya

Hassaniya (Arabisch: حسانية Ḥassānīya), ook wel Mauritaans-Arabisch genoemd, is een dialect van het Arabisch. Het wordt naar schatting nog gesproken door zo'n 6 miljoen personen, voornamelijk in Noordwest-Afrika, met name in Mauritanië, Westelijke Sahara, Marokko, Mali, Algerije en Senegal. Hassaniya wordt gesproken door Moorse groepen en Sahrawi.
Hoewel het duidelijk een westers dialect is, staat Hassaniya relatief ver verwijderd van andere Maghrebijnse dialecten. De geografische locatie heeft de taal blootgesteld aan invloed van Zenata-Berber en Wolof. Er zijn verschillende dialecten van Hassaniya, die voornamelijk fonetisch verschillen.
Het werd oorspronkelijk gesproken door de Beni Hassan bedoeïenenstammen, die hun autoriteit uitbreidden over Mauritanië, Westelijke Sahara, het zuiden van Marokko, het zuidwesten van Algerije en het noorden van Mali. Hassaniya was de taal die gesproken werd in het premoderne gebied rond Chinguetti.